# Stomsjön (Ljungsarps socken, Västergötland)
Stomsjön är en sjö i Tranemo kommun i Västergötland och ingår i Nissans huvudavrinningsområde. Sjön har en area på 0,144 kvadratkilometer och ligger 184 meter över havet. Den avvattnas av vattendraget Hallabäcken. Vid sjöns norra sida ligger Ljungsarps kyrka och samhället Ljungsarp där länsväg 156 är genomfartsled.

## Delavrinningsområde
Stomsjön ingår i det delavrinningsområde (638325-136832) som SMHI kallar för Inloppet i Lagmanshagasjön. Medelhöjden är 258 meter över havet och ytan är 46,51 kvadratkilometer. Det finns inga avrinningsområden uppströms utan avrinningsområdet är högsta punkten. Västerån som avvattnar avrinningsområdet har biflödesordning 2, vilket innebär att vattnet flödar genom två vattendrag innan det når havet efter 157 kilometer. Avrinningsområdet består  mestadels av skog (61 %), jordbruk (11 %) och sankmarker (19 %). Avrinningsområdet har 0,28 kvadratkilometer vattenytor vilket ger det en sjöprocent på 0,6 %. Bebyggelsen i området täcker en yta av 0,49 kvadratkilometer eller 1 % av avrinningsområdet.